# وايت هيل (أوهايو)
وايت هيل (بالإنجليزية: Waite Hill, Ohio)‏ هي معلم جغرافي تقع في الولايات المتحدة في مقاطعة لايك، أوهايو. يقدر عدد سكانها بـ 471 نسمة ومساحتها 11.01 كم2 .

## التركيبة السكانية
قام مكتب تعداد الولايات المتحدة بتحديد بيانات التركيبة السكانية لوايت هيل في تعداد الولايات المتحدة. في ما يلي، التركيبة السكانية حسب تعدادي 2000 و2010.

### تعداد عام 2000
بلغ عدد سكان وايت هيل 446 نسمة بحسب تعداد عام 2000، وبلغ عدد الأسر 183 أسرة وعدد العائلات 144 عائلة مقيمة في القرية. في حين سجلت الكثافة السكانية 105.9 نسمة لكل ميل مربع (40.9/كم2). وبلغ عدد الوحدات السكنية 197 وحدة بمتوسط كثافة قدره 46.8 نسمة لكل ميل مربع (18.1/كم2).
وتوزع التركيب العرقي للقرية بنسبة 98.21% من البيض و 0.90% من الأمريكيين ذوي الأصول الآسيوية و 0.90% من عرقين مختلطين أو أكثر.
بلغ عدد الأسر 183 أسرة كانت نسبة 19.7% منها لديها أطفال تحت سن الثامنة عشر تعيش معهم، وبلغت نسبة الأزواج القاطنين مع بعضهم البعض 75.4% من أصل المجموع الكلي للأسر، ونسبة 2.2% من الأسر كان لديها معيلات من الإناث دون وجود شريك، وكانت نسبة 20.8% من غير العائلات. تألفت نسبة 13.7% من أصل جميع الأسر من أفراد ونسبة 4.4% كانوا يعيش معهم شخص وحيد يبلغ من العمر 65 عاماً فما فوق. وبلغ متوسط حجم الأسرة المعيشية 2.71، أما متوسط حجم العائلات فبلغ 2.44.
بلغ العمر الوسطي للسكان 52 عاماً. وكانت نسبة 16.6% من القاطنين تحت سن الثامنة عشر، وكانت نسبة 3.6% بين الثامنة عشر والأربعة وعشرون عاماً، ونسبة 17.0% كانت واقعةً في الفئة العمرية ما بين الخامسة والعشرون حتى والأربعة وأربعون عاماً، ونسبة 38.3% كانت ما بين الخامسة والأربعون حتى الرابعة والستون، ونسبة 24.4% كانت ضمن فئة الخامسة والستون عاماً فما فوق. يوجد لكل 100 أنثى 102.7 ذكر، ويوجد لكل 100 أنثى في الثامنة عشر من عمرها فما فوق 100.0 ذكر.
بلغ متوسط دخل الأسرة في القرية 97,595 دولار، أما متوسط دخل العائلة فبلغ 134,041 دولار. وكان متوسط دخل الذكور 76,790 دولار مقابل 32,188 دولار للإناث. وسجل دخل الفرد الخاص بالقرية 61,408 دولار. وكانت نسبة 1.4% من العائلات ونسبة 0.9% من السكان تحت خط الفقر،

### تعداد عام 2010
بلغ عدد سكان وايت هيل 471 نسمة بحسب تعداد عام 2010، وبلغ عدد الأسر 193 أسرة وعدد العائلات 147 عائلة مقيمة في القرية. في حين سجلت الكثافة السكانية 112.7 نسمة لكل ميل مربع (43.5/كم2). وبلغ عدد الوحدات السكنية 217 وحدة بمتوسط كثافة قدره 51.9 لكل ميل مربع (20.0/كم2).
وتوزع التركيب العرقي للقرية بنسبة 96.8% من البيض و 1.3% من الأمريكيين ذوي الأصول الآسيوية و 0.4% من الأمريكيين الأفارقة و 0.4% من عرقين مختلطين أو أكثر.
بلغ عدد الأسر 193 أسرة كانت نسبة 22.8% منها لديها أطفال تحت سن الثامنة عشر تعيش معهم، وبلغت نسبة الأزواج القاطنين مع بعضهم البعض 71.5% من أصل المجموع الكلي للأسر، ونسبة 3.1% من الأسر كان لديها معيلات من الإناث دون وجود شريك، بينما كانت نسبة 1.6% من الأسر لديها معيلون من الذكور دون وجود شريكة وكانت نسبة 23.8% من غير العائلات. تألفت نسبة 21.8% من أصل جميع الأسر من أفراد ونسبة 10.3% كانوا يعيش معهم شخص وحيد يبلغ من العمر 65 عاماً فما فوق. وبلغ متوسط حجم الأسرة المعيشية 2.84، أما متوسط حجم العائلات فبلغ 2.44.
بلغ العمر الوسطي للسكان 52.6 عاماً. وكانت نسبة 20.6% من القاطنين تحت سن الثامنة عشر، وكانت نسبة 3.3% بين الثامنة عشر والأربعة وعشرون عاماً، ونسبة 16.3% كانت واقعةً في الفئة العمرية ما بين الخامسة والعشرون حتى والأربعة وأربعون عاماً، ونسبة 30.4% كانت ما بين الخامسة والأربعون حتى الرابعة والستون، ونسبة 29.3% كانت ضمن فئة الخامسة والستون عاماً فما فوق. وتوزع التركيب الجنسي للسكان بنسبة 50.5% ذكور و49.5% إناث.